# كاثرين سارة كريسويل
كاثرين سارة كريسويل (بالإنجليزية: Catherine Sarah Creswell)‏ عالمة نفس بريطانية وأستاذة علم النفس السريري التنموي في جامعة أكسفورد. وهي متخصصة في اضطرابات القلق لدى الأطفال والشباب.
تلقت كريسويل تعليمها في جامعة لندن، حيث حصلت على درجة البكالوريوس في الآداب، وتلتها درجة الدكتوراه في عام 2004. انضمت كريسويل إلى جامعة ريدينغ كزميلة أبحاث في عام 2003، حيث تمت ترقيتها في نهاية المطاف إلى أستاذ أبحاث في المعهد الوطني للبحوث الصحية (NIHR). في جامعة ريدينغ قادت عيادة القلق والاكتئاب لدى الأطفال والشباب (AnDY).